# Copa Europeia/Sul-Americana de 1995
A Copa Europeia/Sul-Americana de 1995, também conhecida como Copa Toyota ou Copa Intercontinental, foi a 34.ª edição da competição, disputada em jogo único pelo Ajax da Holanda, campeão da Liga dos Campeões da UEFA de 1994–95 e o Grêmio, campeão da Copa Libertadores da América de 1995. O jogo ocorreu no dia 28 de novembro de 1995.
A final foi realizada no Estádio Olímpico de Tóquio. Após o empate no tempo normal de 0 a 0 e 0 a 0 também na prorrogação, a decisão foi para as cobranças de penalidades com a vitória do Ajax por 4 a 3.
Os técnicos das equipes eram Luiz Felipe Scolari, do Grêmio, e Louis van Gaal, do Ajax.
No dia 27 de outubro de 2017, após uma reunião realizada na Índia, o Conselho da FIFA reconheceu os vencedores da Copa Intercontinental como campeões mundiais.

## História
Em 28 de novembro de 1995, no Estádio Nacional de Tóquio (JAP), o Ajax encarou o Grêmio, comandado em campo por Arce, Adílson Batista, Roger, Dinho, Carlos Miguel, Paulo Nunes e Jardel, e no banco por Luiz Felipe Scolari. O tricolor gaúcho era o campeão da América e apostava na forte defesa, aliada ao ataque oportunista, para conquistar o troféu. O Ajax tinha no entrosamento, velocidade e toque de bola as armas para bater o rival brasileiro. O duelo foi muito equilibrado, com Kluivert, principal atacante holandês, sofrendo demais nas mãos de Rivarola, que acabou sendo expulso na segunda etapa. O jogo seguiu sem gols durante os 90 minutos e na prorrogação, forçando a disputa de pênaltis. Nela, brilhou a estrela de Van der Sar, que defendeu a cobrança de Dinho. Kluivert e Arce chutaram para fora e na trave, respectivamente, os irmãos de Boer, Finidi George e Blind fizeram para o Ajax, com Magno, Gélson e Adílson convertendo para o Grêmio, decretando o placar de 4 a 3 e a vitória holandesa. O Ajax se tornava bicampeão intercontinental, o que poderia ser um tetra se não fosse a recusa da equipe em participar de duas disputas na década de 70. Não faltava mais nada para os comandados de Louis van Gaal. O mundo era deles.

## Equipes classificadas
| Confederação | Equipe | Classificação                                   | Participação |
| ------------ | ------ | ----------------------------------------------- | ------------ |
| CONMEBOL     | Grêmio | Campeão da Copa Libertadores da América de 1995 | 2ª           |
| UEFA         | Ajax   | Campeão da Liga dos Campeões da UEFA de 1994–95 | 2ª*          |

*Obs: Em 1971 e 1973, o Ajax desistiu de disputar o torneio e foi substituído por Panathinaikos e Juventus, respectivamente.

## Final
| 28 de novembro de 1995 | Ajax | 0 – 0 (Pro) | Grêmio | Estádio Olímpico, Tóquio, Japão                                                                        |
| 18:15                  |      |             |        | Público: 47 129 Árbitro: David Elleary Assistente 1: Jeon Young-Hyun Assistente 2: Yoshikazu Hiroshima |

|                                             |       | Penalidades                     |  |
| Kluivert R. de Boer F. de Boer Finidi Blind | 4 – 3 | Dinho Arce Magno Gélson Adílson |  |

| Ajax | Grêmio |

|                |    |                   |      |     |
|                |    |                   |      |     |
| G              | 1  | Edwin van der Sar |      |     |
| LD             | 2  | Michael Reiziger  |      |     |
| Z              | 3  | Danny Blind       |      |     |
| Z              | 4  | Frank de Boer     |      |     |
| LE             | 5  | Winston Bogarde   |      |     |
| M              | 6  | Ronald de Boer    |      |     |
| A              | 7  | Finidi George     |      |     |
| M              | 8  | Edgar Davids      | 113' |     |
| A              | 9  | Patrick Kluivert  |      |     |
| M              | 10 | Jari Litmanen     |      | 94' |
| A              | 11 | Marc Overmars     |      | 68' |
| Substituições: |    |                   |      |     |
| A              | 16 | Nwankwo Kanu      | 70'  | 68' |
| M              | 14 | Martijn Reuser    |      | 94' |
| Treinador:     |    |                   |      |     |
| Louis van Gaal |    |                   |      |     |

|                     |    |                    |         |     |
|                     |    |                    |         |     |
| G                   | 1  | Danrlei            |         |     |
| LD                  | 2  | Francisco Arce     | 18'     |     |
| Z                   | 3  | Catalino Rivarola  | 53' 56' |     |
| Z                   | 4  | Adilson Batista    |         |     |
| LD                  | 6  | Roger Machado      |         |     |
| V                   | 5  | Dinho              |         |     |
| V                   | 8  | Luís Carlos Goiano | 43'     |     |
| M                   | 10 | Arílson            | 54'     | 61' |
| M                   | 11 | Carlos Miguel      |         | 97' |
| A                   | 7  | Paulo Nunes        |         |     |
| A                   | 9  | Mário Jardel       |         | 78' |
| Substituições:      |    |                    |         |     |
| Z                   | 13 | Luciano            |         | 61' |
| A                   | 16 | Magno              |         | 78' |
| M                   | 14 | Gélson             | 109'    | 97' |
| Treinador:          |    |                    |         |     |
| Luiz Felipe Scolari |    |                    |         |     |

## Campeão
| Copa Europeia/Sul-Americana de 1995 |
| ----------------------------------- |
| Ajax 2º Título                      |